# Amorimia
Amorimia, biljni rod iz porodice malpigijevki. Postoji 15 priznatih vrsta iz tropske Južne Amerike
Rod je opisan 2006..

## Vrste
1. Amorimia amazonica (Nied.) W.R.Anderson
2. Amorimia andersonii R.F.Almeida
3. Amorimia camporum W.R.Anderson
4. Amorimia candidae R.F.Almeida
5. Amorimia concinna (C.V.Morton) W.R.Anderson
6. Amorimia coriacea (Griseb.) R.F.Almeida
7. Amorimia exotropica (Griseb.) W.R.Anderson
8. Amorimia kariniana W.R.Anderson
9. Amorimia maritima (A.Juss.) W.R.Anderson
10. Amorimia pellegrinii R.F.Almeida
11. Amorimia pubiflora (A.Juss.) W.R.Anderson
12. Amorimia rigida (A.Juss.) W.R.Anderson
13. Amorimia septentrionalis W.R.Anderson
14. Amorimia tumida R.F.Almeida & A.C.Marques
15. Amorimia velutina W.R.Anderson